# Château de la Reine Blanche (Provins)
Le château de la Reine Blanche est une maison située à Provins, en France.

## Description
Propriété privée, il s'agit plus précisément d'une maison, difficilement visible depuis la rue où elle est cachée par un haut mur. L'arrière est plus accessible et a un côté typiquement mauresque qui tranche avec le reste du bâti médiéval.

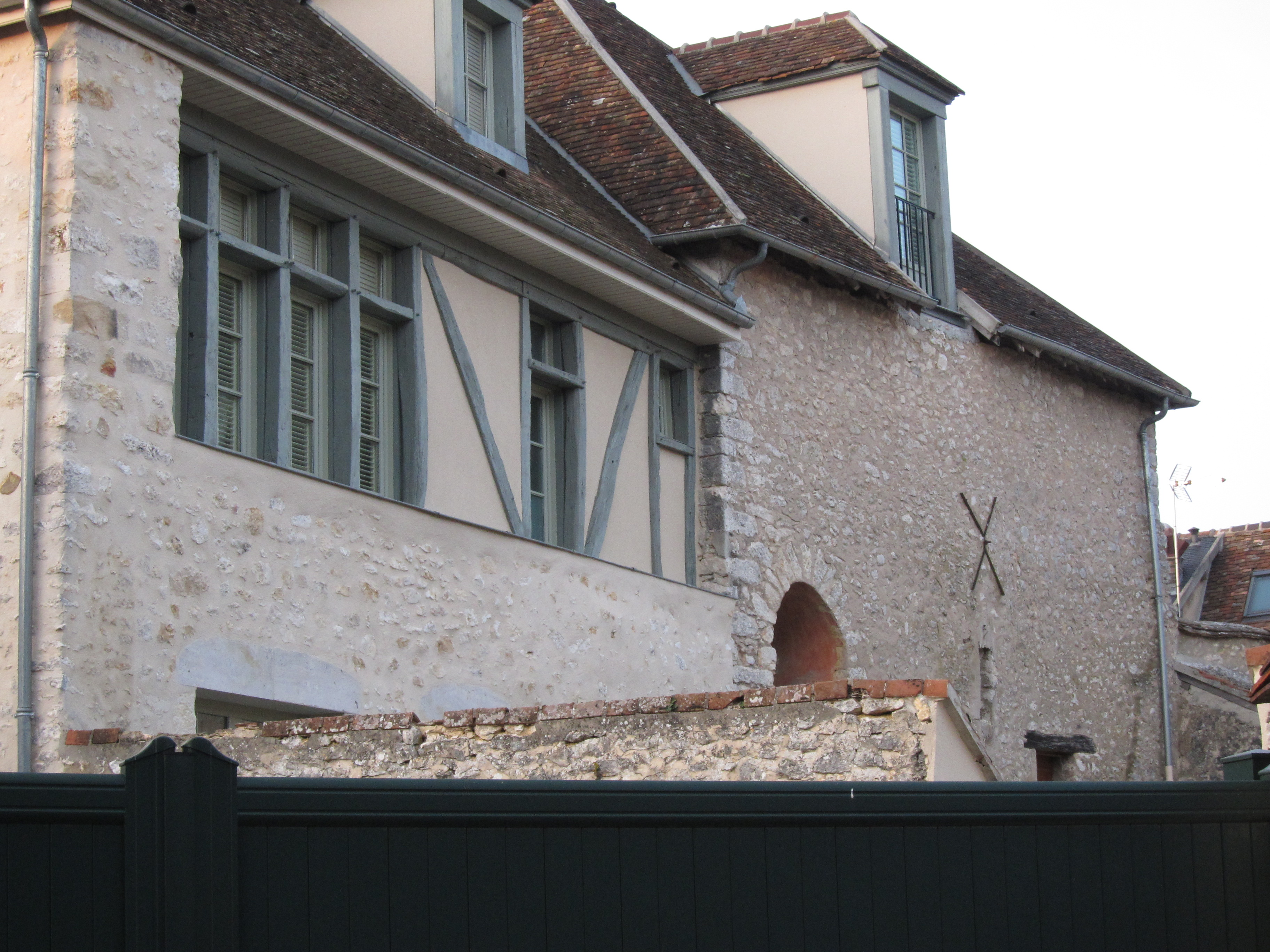

## Localisation
L'édifice est situé dans la ville-haute de Provins, Seine-et-Marne, au 2 rue de Savigny, à l'angle avec la place du Châtel.

## Historique
La maison date du XIIe siècle. L'origine du nom n'est pas attestée.
Les deux salles voutées du château sont inscrites au titre des monuments historiques depuis l'arrêté du 17 avril 1931.